# Tu (popolo)

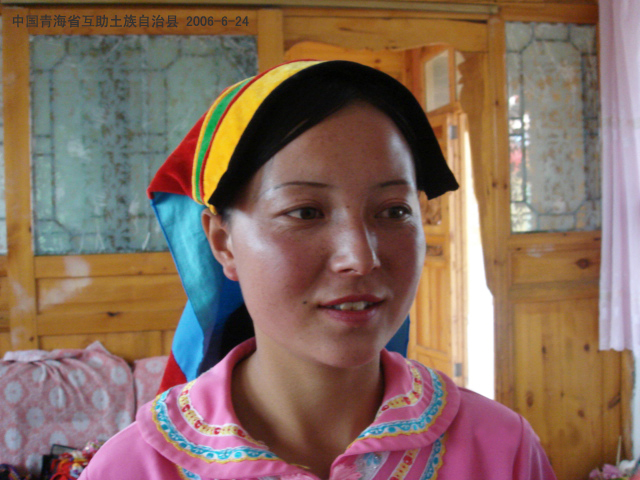
Una donna Tu a Huzhou

I Tu (土) sono un gruppo etnico facente parte dei 56 gruppi etnici riconosciuti ufficialmente dalla Repubblica popolare cinese. Molti Tu vivono nella provincia di Qinghai, altri in quella di Gansu.
Chiamano loro stessi Mongour (pronunciato anche Monguor) o Tsagaan mongghol, che letteralmente significa "mongoli bianchi", e sono strettamente correlati ai mongoli. Sono classificati come minoranza etnica in Cina perché si sono mescolati in passato con i popoli tibetani e turchi.

## Lingua
La lingua Tu è stata recentemente suddivisa in due distinti linguaggi, il Mongghul (una volta riconosciuto anche come un dialetto Huzhu) e il Mangghuer (formalmente riconosciuto come dialetto Minhe). Essa fa parte del ceppo linguistico mongolo. In anni recenti è stato creato un alfabeto basato sul Pinyin per entrambi i linguaggi.
Inoltre, alcuni Tu parlano il Wutunhua, una lingua mista basata sul cinese, sulla lingua tibetana e sulla lingua mongola.

## Personaggi
Il 14º Dalai Lama, Tenzin Gyatso, è un Tu.